# Коррупционный скандал в Министерстве обороны России
Коррупционный скандал в Министерстве обороны Российской Федерации — последовательность публикаций в СМИ и сообщений органов следствия об обнаружении в Министерстве обороны Российской Федерации (Минобороны России) и тесно связанной с ним коммерческой структуре («Оборонсервис») многомиллиардных хищений. Скандал стал причиной отставки министра обороны Анатолия Сердюкова 6 ноября 2012 года.

## Вертолёты Eurocopter
17 февраля 2012 года Министерство обороны разместило на сайте госзаказа тендер на поставку до 25 ноября 2012 года лёгких универсальных многоцелевых вертолётов в количестве 50-ти штук (7 — двухдвигательных, 43 — однодвигательных). Вертолёты должны были быть поставлены в в/ч 62632-Д (г. Торжок). Начальная стоимость контракта — 6,502 млрд рублей. При расчёте начальной цены аукциона стоимость однодвигательного вертолёта оценена в 110,7 млн, а двухдвигательного — в 164,9 млн руб. Для расчёта использованы данные ООО «Хелипром-СПб».
Под указанные в тендере характеристики полностью подходят французские вертолёты «Eurocopter»: однодвигательные AS 350 / AS 550 и двухдвигательные AS 355 / AS 555. Под характеристики однодвигательных вертолётов подходит Ми-34 холдинга «Вертолёты России», но компания принять участие в тендере не могла, так как на момент проведения отсутствовал сертификат на эксплуатацию нового двигателя. Вертолёты «Ансат», находящиеся в производстве компании «Казвертол», под условия тендера на двухдвигательные вертолёты не подходят изначально.
По оценке Главкома ВВС Александра Зелина, закупка для армейской авиации учебных вертолётов иностранной разработки и организация сборочного производства на территории России (ООО «Хелипром-СПб» в Ленинградской области) позволит Министерству обороны не согласовывать детали сделки с «Рособоронэкспортом».
Тендер, после получения огласки в СМИ, жалобы компании «Вертолёты России», а также ввиду сложившейся политической ситуации, был признан несостоявшимся и завершён. Тем не менее, пять вертолётов в VIP-компоновке (два двухдвигательных AS355NP и три однодвигательных AS350B3), без какого-либо решения со стороны «Рособоронэкспорта» были поставлены в Россию в июне 2012 года, переданы ВВС России в июле 2012 года и находятся на хранении в 929-м Государственном лётно-испытательном центре МО (аэродром Чкаловский).

## Оборонсервис
В 2008 году было публично объявлено о начале реформы оборонного ведомства России. В ходе реформирования планировалось избавление Министерства обороны от непрофильных активов, их планировалось распродать, вырученные деньги направить в бюджет. В рамках этой реформы в сентябре 2008 года был создан холдинг «Оборонсервис», в который вошли девять субхолдингов — «Авиаремонт», «Спецремонт», «Ремвооружение», «Оборонстрой», «Агропром», «Оборонэнерго», «Военторг», «Красная звезда» и «Славянка». Предполагалось, что этот холдинг займется обслуживанием войск и личному составу вооружённых сил, вследствие этого, не придется отвлекаться на наряды по столовым, ремонт техники, поддержание в чистоте казарм и территорий вблизи расположения воинских частей.
В конце октября 2012 года в прессе и в электронных СМИ России появилась информация о крупном коррупционном скандале вокруг ОАО «Оборонсервис», сотрудников которого правоохранительные органы уличили в махинациях при реализации непрофильных военных активов. Предварительный ущерб, нанесённый государству, от продажи только восьми объектов недвижимости составил более 3 млрд руб. Ряд фигурантов дела, как выяснилось в ходе расследования, давно знакомы с Сердюковым и поддерживали с министром обороны весьма близкие отношения.
Дело «Оборонсервиса» объединяет 9 эпизодов. Связанными с коррупцией в Министерстве обороны также являются дело о пропаже уникальных автомобилей Рязанского музея военной автомобильной техники, расследуемое ФСБ,
и дело о некачественной военной форме.
«31 ГПИСС»
Дело о махинациях при продаже комплекса зданий «31 ГПИСС» в центре Москвы: компания «ВитаПроджект» (в то время подконтрольная Е. Васильевой) и ОАО «Сосновоборэлектромонтаж», купили, соответственно, 70 и 30 % акций института, по заниженной цене. По версии следствия, Центр правовой поддержки «Эксперт», которым руководила подруга Васильевой Екатерина Сметанова, по заказу «Оборонсервиса» оценивал объекты по заниженный цене, после чего выставлял их на продажу.
28 марта 2013 года СКР сообщило, что бизнесмены расстаются со своими активами стоимостью 190 млн рублей «по собственной инициативе и безвозмездно». Представитель СКР также призвал последовать примеру этих компаний покупателей других активов Минобороны, которые распродавали по заниженной цене приближенные к Васильевой военные чиновники и бизнесмены.
«39-й арсенал»
В марте 2013 года в Перми на ОАО «39 арсенал», входящем в ОАО «Оборонсервис», возбуждено уголовное дело о мошенничестве на 10 млн руб.
«163-й бронетанковый ремонтный завод»
Финансовые махинации с запасными частями для военной техники.

## Дело о некачественной военной форме

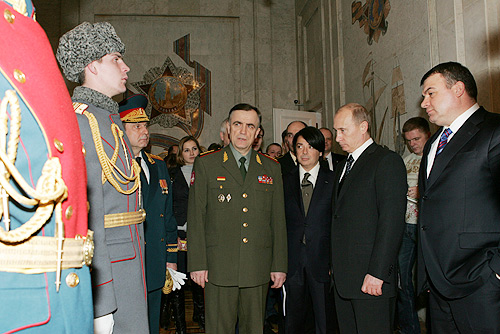
Юдашкин, Путин и Сердюков осматривают образцы новой формы. 2008 год

Владимир Жириновский публично призвал провести расследование в отношении модельера Валентина Юдашкина, который, по его утверждению, «создал летнюю форму для зимней русской армии». Это обвинение Валентин Юдашкин отверг. Он утверждает, что военная форма, поставляемая Министерством обороны с 2010 года в войска, не соответствует той форме, что по заказу МО он разработал в 2007 году, ни по качеству используемых материалов, ни по покрою. Ни он, ни сотрудники его модельного дома не были допущены для контроля качества материалов и пошива. Более того, когда в связи с появлением этой формы личный состав в войсках стал болеть простудными заболеваниями, он обращался с письмом в Министерство обороны, но получил оттуда лишь отписку.

## Фигуранты скандала
- Бывший министр обороны Российской Федерации Анатолий Сердюков, имеет статус свидетеля[19]
- Бывшая глава департамента имущественных отношений Минобороны России Евгения Васильева. Во время обыска 25 октября 2012 года в её 4-комнатной квартире были изъяты драгоценности на миллионы долларов. В 6 утра, когда следователи пришли делать обыск, на пороге квартиры они встретили Анатолия Сердюкова[1][20][21][22]
- Генеральный директор ООО «Центр правовой поддержки „Эксперт“» Екатерина Сметанова, выступавшего агентом по реализации активов Минобороны России[23]
- Бывший глава ОАО «Окружной материальный склад Московского округа ВВС и ПВО» Максим Закутайло, муж Екатерины Сметановой[23]
- Генеральный директор ОАО «Славянка» Александр Елькин[24]
- Генеральный директор ЗАО «Безопасность и связь» Андрей Луганский[25]
- Начальник отдела продаж ООО «Правовой центр „Эксперт“» Николай Любутов (приговор — 2.5 года лишения свободы)
- Главный бухгалтер ОАО «Славянка» Юлия Ротанова.[26]
- Генеральный директор ООО «Мир»(бывший «Центр правовой поддержки „Эксперт“») Дмитрий Митяев.[27]
- Начальник хозяйственного управления Минобороны России Николай Рябых[28]
- Заместитель генерального директора «Славянки» Константин Лапшин[29]
- Юрисконсульт управления начальника работ — филиала ФГУП «Управление монтажных работ Министерства обороны Российской Федерации» Наталья Бедарева[30]
- Жена замдиректора Кадастровой палаты Ленинградской области[31]
- Генеральный директор ООО «Приоритет» Ирина Егорова[32]
- Главный бухгалтер ФГПУ «Санкт-Петербургский инженеро технический институт» Ирина Петухова[33]
- Гендиректор ФГПУ «Санкт-Петербургский инженеро технический институт» Валерий Седов[33]
- Бывший гендиректор ООО «Мира» Динара Билалова[34]
- Отставной полковник запаса Борис Мирошников[35]
- Отставной полковник МУРа Александр Амбаров[35]

## Допросы Сердюкова
Первый допрос
Бывший министр обороны А. Сердюков явился на допрос утром 28 декабря 2012 года, это первый допрос бывшего министра обороны.
Он пришёл один, без адвоката, потому что его адвокат, Генрих Падва, заболел. Он также отказался отвечать на вопросы без адвоката и заявил ходатайство о переносе допроса. Ходатайство было удовлетворено и он получил повестку о вызове на допрос 11 января 2013 года.
Второй допрос
На втором допросе который состоялся утром 11 января 2013 года Сердюков отказался давать показания по 51 статье Конституции России. Также возможно и привлечение Сердюкова к ответственности.
28 ноября 2013 года стало известно, что в отношении Сердюкова было возбуждено дело по статье «Халатность», допрос состоялся 3 декабря 2013 года.

## Суды

### Дело Николая Любутова
Дело Николая Любутова было первым отправлено в суд и рассмотрено в особом порядке 5 апреля 2013 года. Прокурор попросил дать Любутову 3 года. Тверской суд Москвы приговорил Любутова к 2,5 годам лишения свободы за покушение на мошенничество. Суд учёл, что Любутов полностью выполнил условия заключённого досудебного соглашения.

### Дело Дмитрия Митяева
Тверской суд Москвы 6 мая 2013 года продолжит рассмотрение дела о покушении на мошенничество в отношении Дмитрия Митяева. Заседание было продолжено 18 июля 2013 года, где прокурор попросил дать Митяеву 5 лет лишения свободы. 23 июля 2013 года Тверской суд Москвы приговорил Дмитрия Митяева к 2 годам 8 месяцам лишения свободы.

### Дело Натальи Дыньковой и Николая Дынькова
15 августа 2013 года Замосковорецкий районный суд Москвы начал рассмотрение дела в отношении Натальи и Николая Дыньковых, но в связи с вынесением приговора по другому делу, судья перенесла слушания на 13 сентября. Подсудимым предъявлено обвинение в «причинении имущественного ущерба путём обмана или злоупотребления доверием».

### Дело «Полковников»
Преображенский суд столицы 10 июня признал виновными в мошенничестве с недвижимостью ОАО «Военторг» полковников Бориса Мирошникова и Александра Амбарова. В связи с тем что они заключили сделку со следствием, оба были приговорены к 3,5 годам лишения свободы и оштрафованы на 300 тысяч рублей.

### Дело Алексея Душутина
20 февраля 2014 года Хамовнический суд Москвы вынес приговор бывшему гендиректору Военно-строительного управления Москвы Министерства обороны Алексею Душутину. Он был признан виновным в хищении у военного ведомства недвижимости стоимостью 1 млрд рублей. Ему назначено наказание в виде 5 лет лишения свободы с отбыванием в колонии общего режима.

### Дело Динары Биляловой
2 апреля 2014 года Таганский суд Москвы вынес приговор бывшему гендиректору компании «Мира» Динаре Биляловой. Она признана виновной в совершении мошенничества в особо крупном размере. Приговор — 4 года лишения свободы в колонии общего режима с уплатой штрафа в пользу государства в размере 800 тысяч рублей. Позже Мосгорсуд снизил ей срок наказания до трех лет. В настоящее время подала прошение на УДО, на которое имеет право со 2 Августа 2015 года.

## Причины
Одной из неофициальных версий причин данных расследований, широко рассматриваемой в СМИ, является то, что в июне 2012 года жена министра обороны Юлия Викторовна Похлебенина, дочь В. А. Зубкова, подала на развод. Также в СМИ вероятной причиной подачи заявления на развод называлась внебрачная связь Сердюкова с Евгенией Васильевой. Видимо, суд даже не развёл супругов, а в октябре 2013 года стало известно, что Анатолий Сердюков вернулся в семью к Юлии Викторовне и их общей несовершеннолетней дочери-школьнице Наталье Анатольевне.